# Qinghaichthys
Genre
Qinghaichthys est un genre de poissons téléostéens de la famille des Nemacheilidae et de l'ordre des Cypriniformes. Qinghaichthys est un genre de « loches de pierre » originaire de Chine.

## Liste des espèces
Selon, M. Kottelat (2012) - 4 espèces:
- Qinghaichthys alticeps (Herzenstein, 1888)
- Qinghaichthys rotundiventris (Y. F. Wu & Yuan Chen, 1979)
- Qinghaichthys zaidamensis (Kessler, 1874)
- Qinghaichthys zamegacephalus (T. Q. Zhao, 1985)

### Note
Selon FishBase (22 juillet 2015):
- Non reconnu